# Chalcosyrphus boliviensis
Chalcosyrphus boliviensis är en tvåvingeart som först beskrevs av Shannon 1926.  Chalcosyrphus boliviensis ingår i släktet mulmblomflugor, och familjen blomflugor.
Artens utbredningsområde är Bolivia. Inga underarter finns listade i Catalogue of Life.